# Asher (Oklahoma)
Asher es un pueblo ubicado en el condado de Pottawatomie en el estado estadounidense de Oklahoma. En el año 2010 tenía una población de 393 habitantes y una densidad poblacional de 187,14 personas por km².

## Geografía
Asher se encuentra ubicado en las coordenadas 34°59′19″N 96°55′36″O / 34.98861, -96.92667 (34.988580, -96.926550).

## Demografía
Según la Oficina del Censo en 2000 los ingresos medios por hogar en la localidad eran de $20,341 y los ingresos medios por familia eran $21,875. Los hombres tenían unos ingresos medios de $29,750 frente a los $17,344 para las mujeres. La renta per cápita para la localidad era de $9,340. Alrededor del 22.6% de la población estaban por debajo del umbral de pobreza.